# Synagoge (Delsberg)

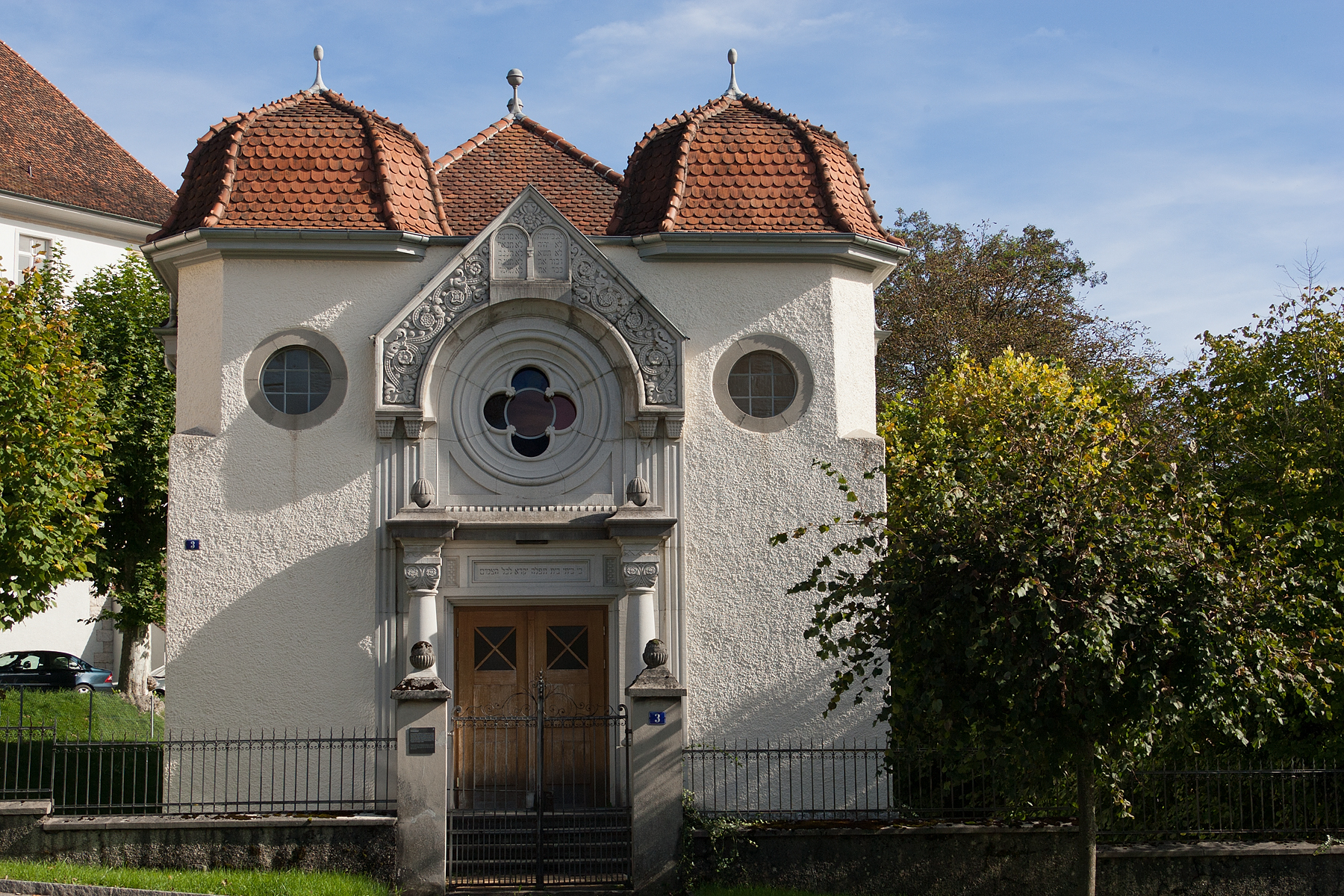
Synagoge in Delsberg

Die Synagoge in Delsberg (französisch Delémont), dem Hauptort des Kantons Jura in der Schweiz, wurde 1910/11 nach Plänen des Architekten Arthur Roos errichtet. Die Synagoge an der Route de Porrentruy Nr. 12 ist ein Kulturgut von regionaler Bedeutung.
In den ersten Jahrzehnten des Bestehens der jüdischen Gemeinde wurden die Gottesdienste in Privathäusern abgehalten. Ab 1862 konnte man sie gegen Mietzahlungen an die Gemeinde Delsberg in der Orangerie des Schlosses durchführen. Dieser Raum wurde Ende Mai 1909 gekündigt. Hierauf beschloss die jüdische Gemeinde den Bau einer Synagoge. Es konnte ein Grundstück unterhalb des Schlosses vor den Toren der Altstadt erworben werden.
Die Synagoge, an der Strasse gelegen und im orientalisierenden Stil gebaut, wurde am 5. Oktober 1911 eingeweiht. Sie besitzt 40 Männer- und ebenso viele Frauenplätze. Über dem Portal ist eine hebräische Inschrift aus Jesaja (Jes 56,7 ) angebracht, die in Übersetzung lautet: «Mein Haus soll ein Bethaus für alle Völker genannt werden».
Im Jahr 1999 wurden die Synagoge und die in Delsberg lebenden jüdischen Einwohner bekannt durch den Film des Schweizers Franz Rickenbach Une synagogue à la campagne (deutscher Titel: Eine Synagoge zwischen Tal und Hügel). Im Jahr 2000 wurde die Synagoge umfassend renoviert.